# Współgłosy
Współgłosy – zespół muzyczny tworzący połączenie jazzu i muzyki improwizowanej, powstały w 2021 roku w Łodzi. Laureat Fryderyka (2025) w kategorii album roku – jazz eksperymentalny / współczesna muzyka improwizowana.

## Twórczość
Zespół współtworzony jest przez uczestników Warsztatów Terapii Zajęciowej Osób z Niepełnosprawnościami Intelektualnymi „Frajda” oraz Marcela Balińskiego, Rafała Różalskiego i Bartosza Szablowskiego, a także wspomagany przez aktorów: Magdalenę Koleśnik i Bartosza Bielenię. Zespół powstał ramach Stypendium Artystycznego Miasta Łodzi. W maju 2024, po 3 latach koncertów i prób, zespół nagrał debiutancką płytę w Radiu Łódź, wydaną we wrześniu 2024. Projekt ma na celu działania terapeutyczne dla uczestników warsztatu terapii zajęciowej. Brzmienie grupy charakteryzuje się kompozycjami na chór i zespół, uzupełnianymi fragmentami improwizowanymi.
Zespół koncertował m.in. w: Studiu im. Agnieszki Osieckiej w Trójce, Teatrze Muzycznym „Capitol” we Wrocławiu, Sali Koncertowej „Nowa Miodowa” w Warszawie, Teatrze „Pinokio” w Łodzi i Studiu im. Henryka Debicha w Radiu Łódź.

## Skład zespołu
- Marcel Baliński – fortepian, wokal, dyrektor artystyczny
- Rafał Różalski – kontrabas
- Bartosz Szablowski – perkusja
- chór w składzie: Adela Balińska, Bartosz Bielenia, Radosław Dąbek, Alicja Grzelec, Agnieszka Kijo, Magdalena Koleśnik, Kamila Milczarek, Remigiusz Rudkowski, Maciej Rybowski, Małgorzata Sidoszewska, Wiktor Swaczyna, Tomasz Wasiak.

Źródło: Współgłosy.

## Albumy
| Tytuł      | Dane dot. albumu                                                                                                   | Pozycja na liście |
| Tytuł      | Dane dot. albumu                                                                                                   | POL               |
| ---------- | --- | ----------------- |
| Współgłosy | - Data: 6 września 2024 - Wydawca: Marcel Baliński i Fundacja Współgłosy - Format: CD, digital download, streaming | –                 |

## Nagrody
| Rok  | Kategoria                                                            | Nagroda  | Uwagi                |
| ---- | -------------------------------------------------------------------- | -------- | -------------------- |
| 2025 | Album roku – jazz eksperymentalny / współczesna muzyka improwizowana | Fryderyk | Laureat (Współgłosy) |